# Beautiful Bastard
Beautiful Bastard est une romance érotique, écrite par Christina Hobbs et Lauren Billings, sous le nom de plume Christina Lauren.
Il s'agit du premier tome de la série littéraire Beautiful. Cette saga est composée de cinq livres : Beautiful Bastard, Beautiful Stranger, Beautiful Player, Beautiful Secret et Beautiful. La série est aussi complétée par cinq nouvelles : Beautiful Bitch, Beautiful Sex Bomb, Beautiful Beginning, Beautiful Beloved, Beautiful Boss.
Gros succès aux États-Unis, les romans ont été traduits en français par les éditions Hugo & Cie.

## Contexte
Christina Hobbs et Lauren Billing se sont rencontrées sur Internet autour de leur passion commune pour Twilight, la saga vampirique de Stephenie Meyer. En 2009, elles décident d'écrire, à quatre mains, une fanfiction issue de Twilight qui s'inscrit dans la même lignée que Cinquante nuances de Grey, la romance érotique de E. L. James. Publiée sous le titre The Office, elle sera suivie par de nombreux internautes et téléchargée plus de deux millions de fois. À la suite de ce succès, elles décident de publier leur roman sous le titre de Beautiful Bastard, aux éditions Simon & Schuster.

## Résumé
Ce roman raconte la relation ambivalente, sexuelle et passionnée entre Chloé Mills, une stagiaire assistante et Bennett Ryan, le « beautiful bastard », son patron.
L'histoire se déroule à Chicago, où Chloé Mills, une brillante étudiante de 26 ans, effectue un stage dans une entreprise de média pour valider son MBA. Elle devient ainsi l’assistante de Bennett Ryan, un trentenaire exigeant mais irrésistible, qui reprend les rênes de la grosse entreprise familiale, après un séjour en France.
Entre eux, c’est électrique, ils se détestent autant qu’ils se désirent et s’embarquent dans une relation aussi torride que tendue. Malgré leur promesse que l'affaire ne se poursuivra pas, Bennett et Chloé ne cesse de succomber à cette passion.Dans l’ascenseur, l’escalier, aux toilettes, entre deux réunions, dans une cabine d’essayage, leur attirance mutuelle ne cessent de croître, à cela s’ajoute l’excitation du danger. Mais personne ne peut maîtriser un désir aussi ardent, et profiter des plaisir du corps tout en mettant son cœur à l’abri, n’est pas chose aisé. Chloé et Bennett vont l’apprendre à leurs dépens.
Elle s'inquiète de la nature de la relation, craignant que cela ne compromette sa future carrière si sa relation sexuelle avec Bennett se désagrège. Il se trouve de plus en plus possessif envers Chloé et se rend compte que ses sentiments sont plus que sexuels et qu'il ne peut pas fonctionner pleinement sans elle.
Sexe ou ambition, ils doivent décider ce qu’ils sont prêts à perdre et à sacrifier pour gagner, pour continuer à s’auto-posséder l’un l’autre, sans répit.

## Personnages
Le roman alterne les points de vue entre les deux personnages principaux :
Chloé Mills est une jeune femme âgée de 26 ans, ambitieuse, belle et attirante. Véritable battante, elle est indépendante et se donne les moyens de réussir. Chloé séduit tant par son physique de brune aux courbes généreuses que par sa force de caractère. Afin d’obtenir son MBA, elle travaille sous les ordres de Bennett Ryan, non sans lui tenir tête grâce à un sens de la répartie aiguisé. Sa mère est décédée quand elle était jeune, et son père vit dans le Dakota du Nord. Ses deux meilleures amies se prénomment Sara et Julia.
Bennett Ryan, “le beau salaud”, est un trentenaire autoritaire, arrogant et perfectionniste. Il rentre d’Europe pour prendre les rênes de la l’empire médiatique créé par son père. Grâce à “un physique hollywoodien”, Bennett plaît à la gent féminine et il le sait parfaitement. Il n’a pas pour habitude qu’on lui résiste, que ce soit en amour comme en affaires. Irrésistible certes mais il ne perd pas une occasion de rabaisser son assistante avec des commentaires acides et acerbes, quitte à endosser le rôle d’un salaud machiste. Il est entouré d'une famille aimante composé de son père Elliott Ryan, PDG fondateur de Ryan Media Group, sa mère Susan et de son frère Henry, qui est marié à Mina et père d'une petite Sophia.

## Accueil
Beautiful Bastard a été finaliste du prix Best Romance 2013 aux Goodreads Choice Awards.
Sur Booknode, le roman obtient une note de 7,89/10 et de 3,66/5 sur Babelio. Par ailleurs, cette série est actuellement traduite dans plus de trente langues.

## Adaptation
En février 2013, le studio allemand Constantin Film, producteur de la saga cinématographique Resident Evil, s'est porté acquéreur des droits d'adaptation cinématographique du roman Beautiful Bastard. Le film devait être produit par Jeremy Bolt. Finalement, en 2016, les droits d'adaptation sont revenus aux deux autrices.
Le 4 mai 2018, Christina Lauren ont été interviewées sur une adaptation de leurs nouvelles "Roomies" et ont mentionné qu'elle travaillaient également sur un pilote de leurs séries pour la télévision.

## SérieBeautiful
Tirée à 150 000 exemplaires dans sa version française, Beautiful Bastard est la première partie d'une décalogie centrée autour d'un petit nombre de personnages, que l'on retrouve dans chaque roman.
| Titre du roman      | Ordre de lecture | Date de parution | Personnages Principaux            |
| ------------------- | ---------------- | ---------------- | --------------------------------- |
| Beautiful Bastard   | Tome 1           | 2 mai 2013       | Chloé Mills et Bennett Ryan       |
| Beautiful Bitch     | Tome 1.5         | 2 janvier 2014   | Chloé Mills et Bennett Ryan       |
| Beautiful Stranger  | Tome 2           | 10 octobre 2013  | Sara Dillon et Max Stella         |
| Beautiful Sex Bomb  | Tome 2.5         | 6 février 2014   | Chloé Mills et Bennett Ryan       |
| Beautiful Player    | Tome 3           | 6 juin 2014      | Hanna Bergstrom et Will Sumner    |
| Beautiful Beginning | Tome 3.5         | 21 août 2014     | Chloé Mills et Bennett Ryan       |
| Beautiful Beloved   | Tome 3.6         | 3 mars 2014      | Sara Dillon et Max Stella         |
| Beautiful Secret    | Tome 4           | 2 avril 2015     | Rubby Miller et Niall Stella      |
| Beautiful Boss      | Tome 4.5         | 3 mars 2016      | Hanna Bergstrom et Will Sumner    |
| Beautiful           | Tome 5           | 7 juin 2018      | Pippa Bay Cox et Jensen Bergstrom |